# نبق متبادل الأوراق
نبق متبادل الأوراق أو زفرين الجرد أو زفرين الجرد (الاسم العلمي: Rhamnus alaternus) هو نوع من النباتات يتبع جنس النبق من الفصيلة السدرية.

## معرض صور

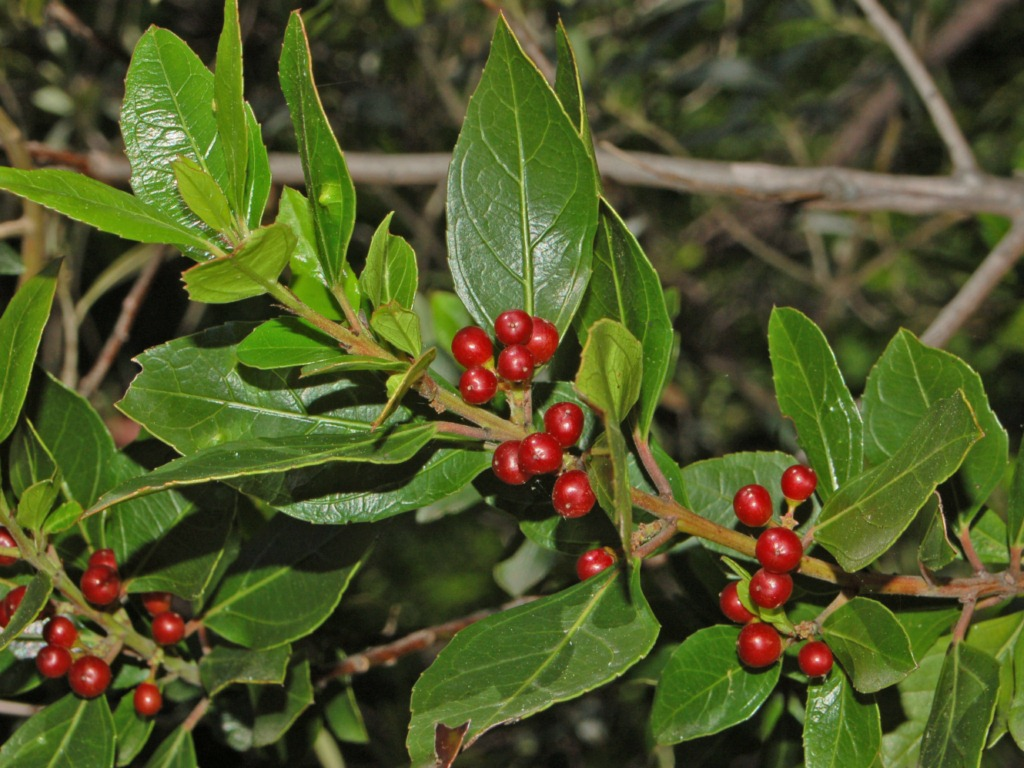
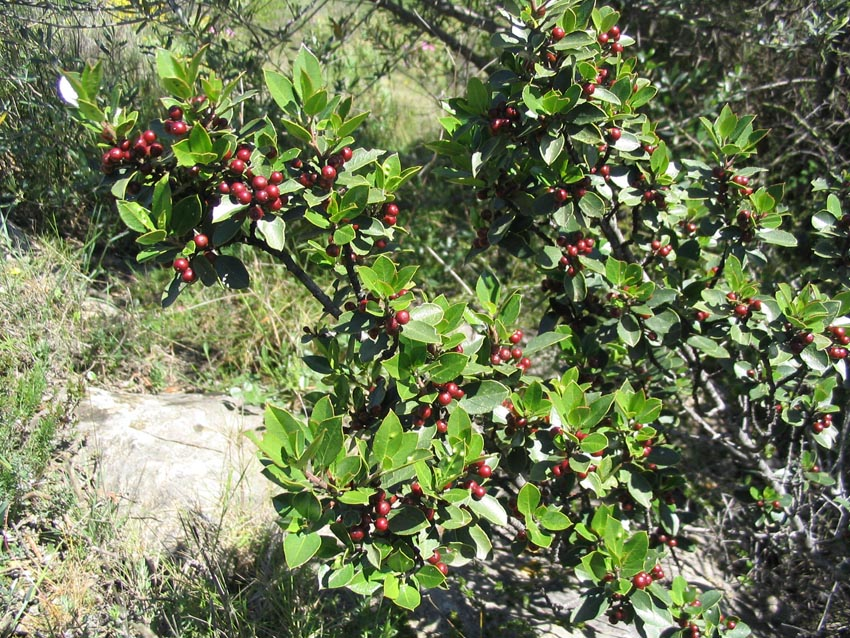
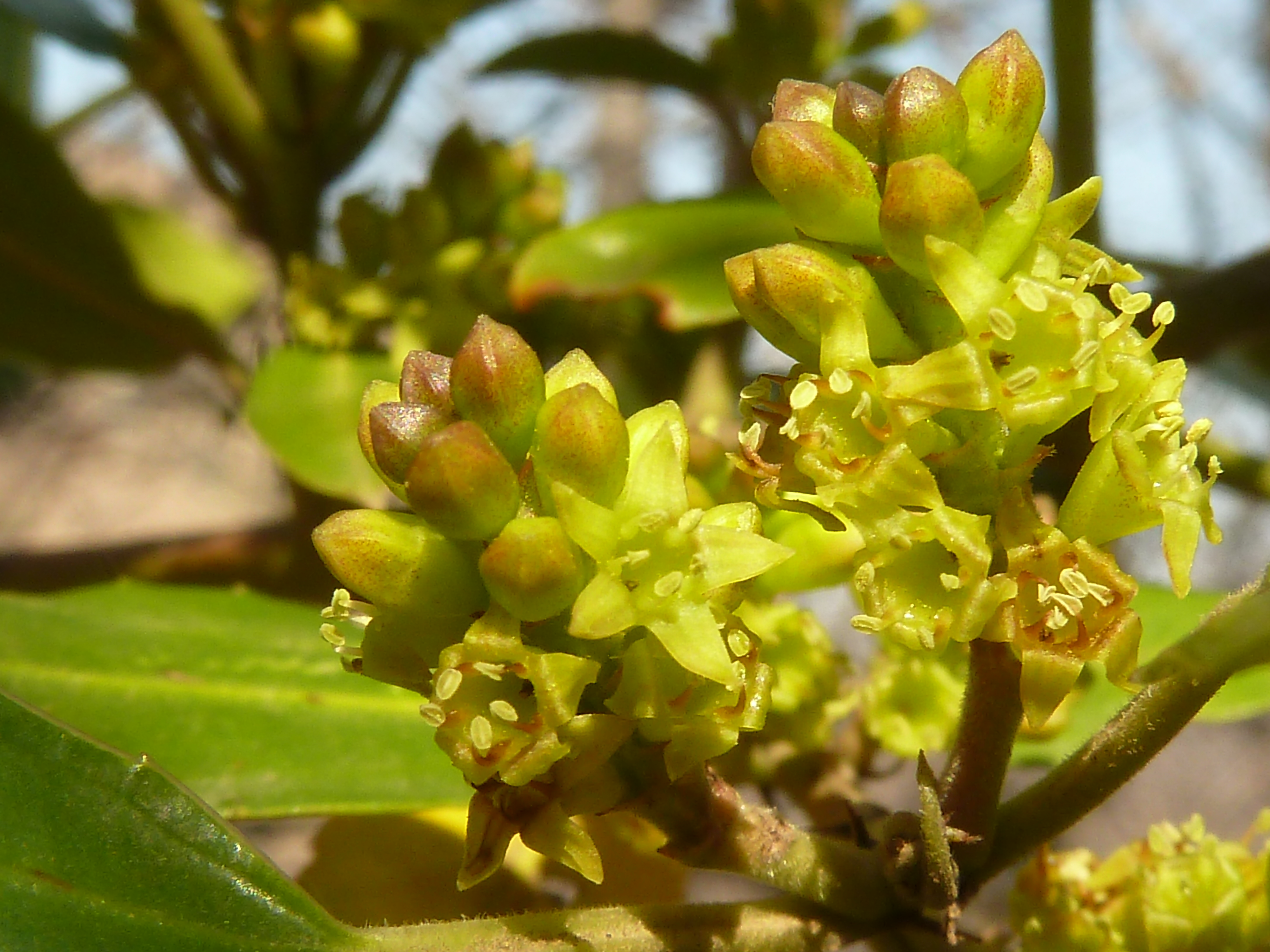
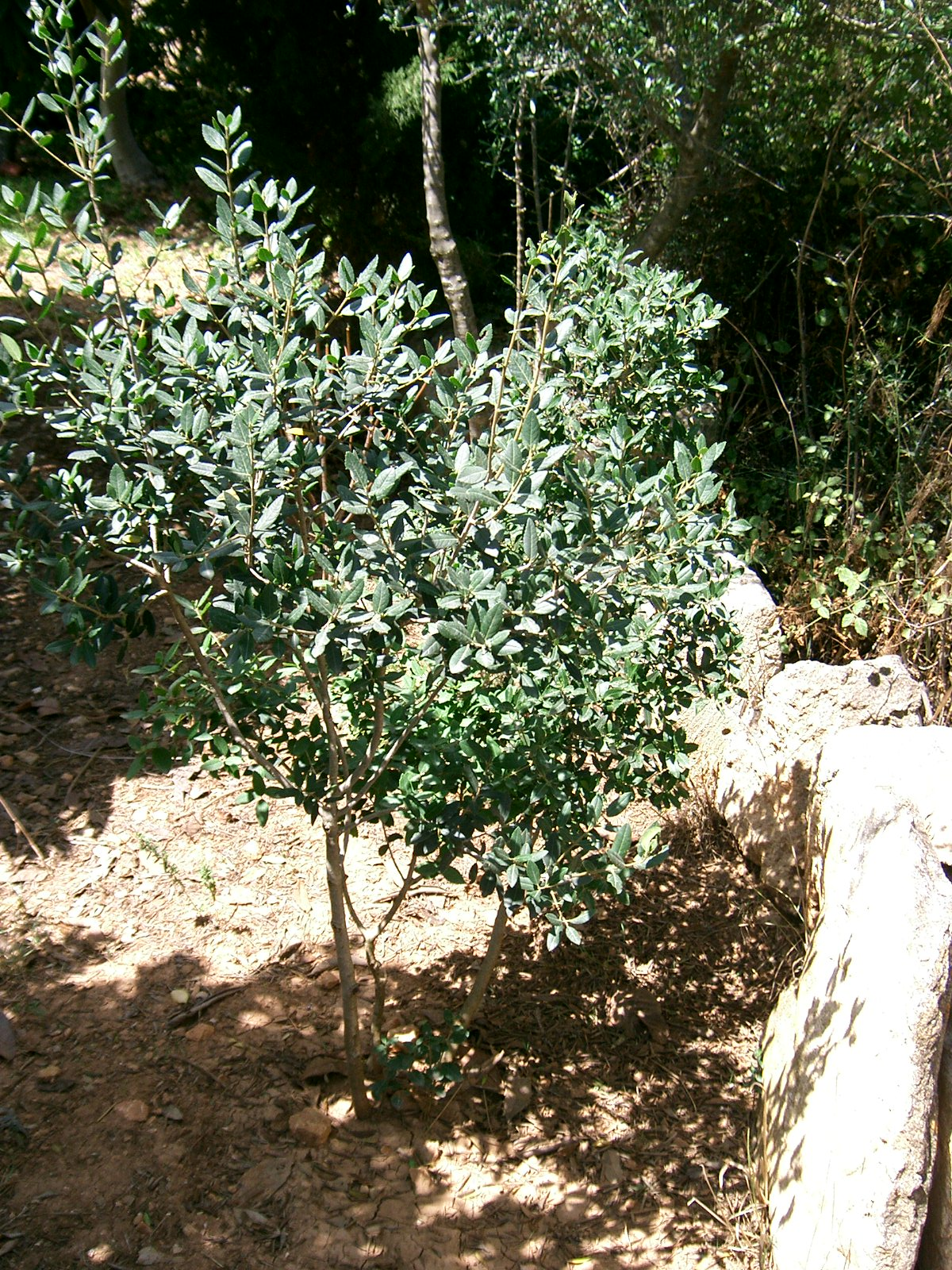